# 荃景圍遊樂場

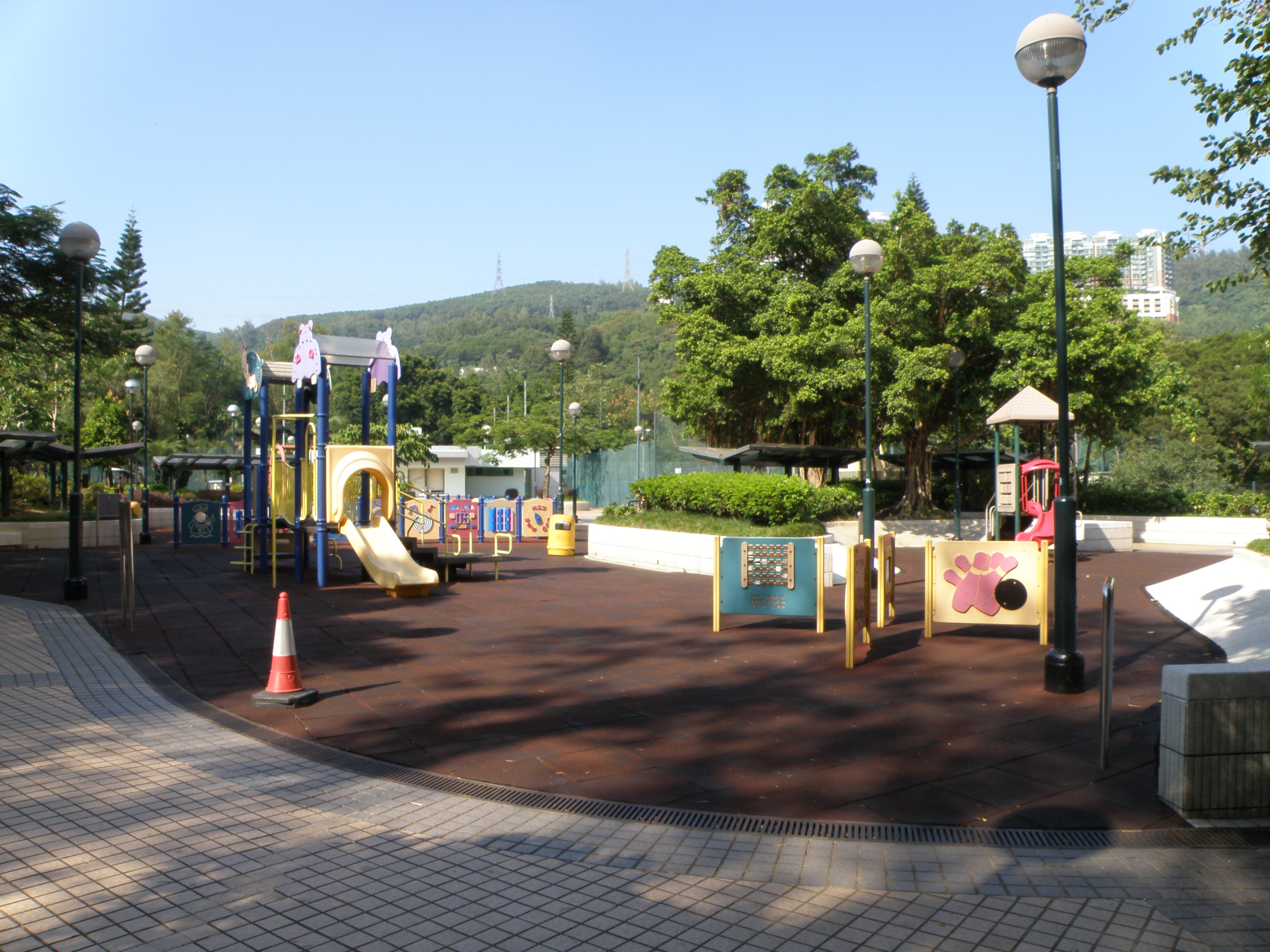
荃景圍遊樂場

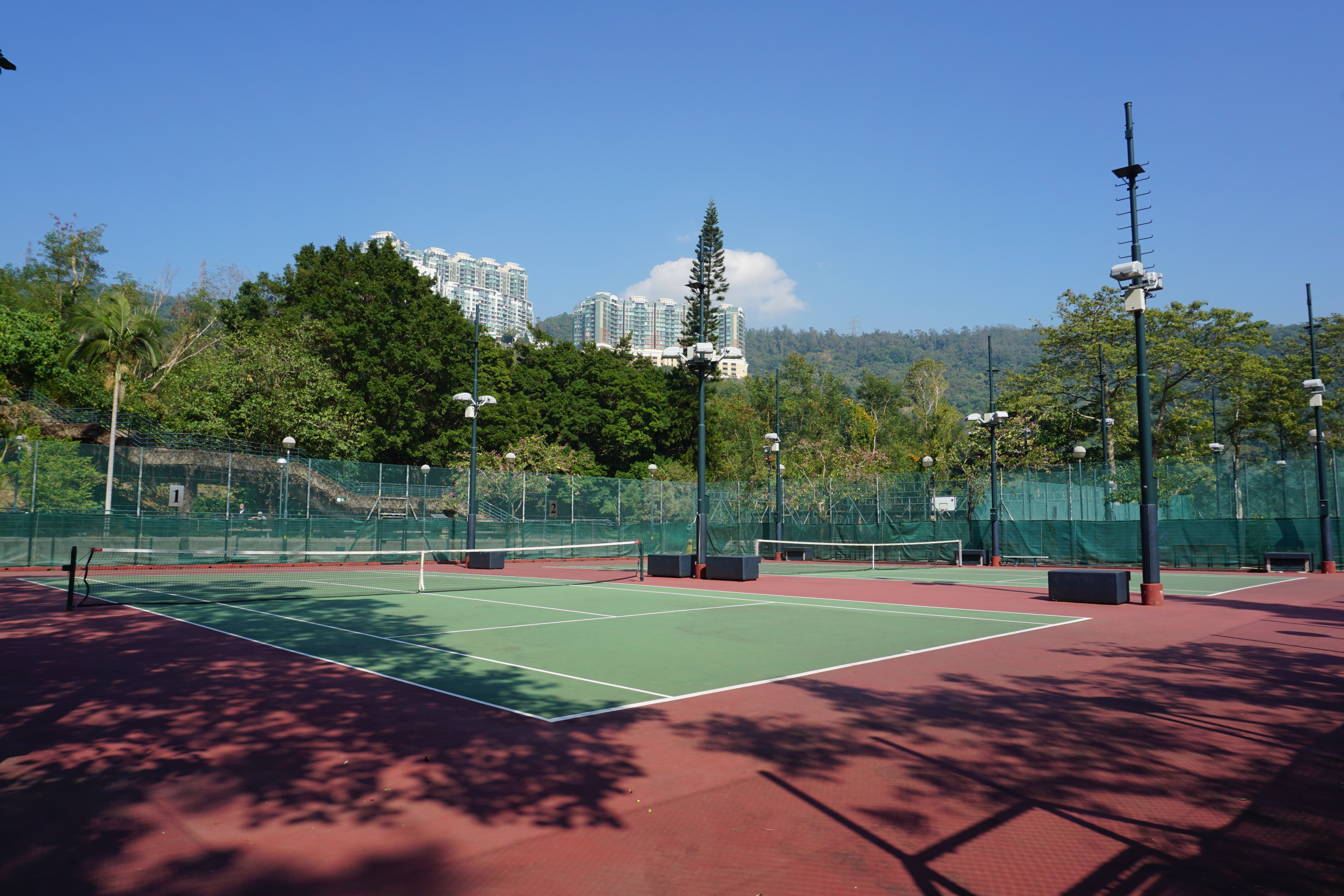
網球場

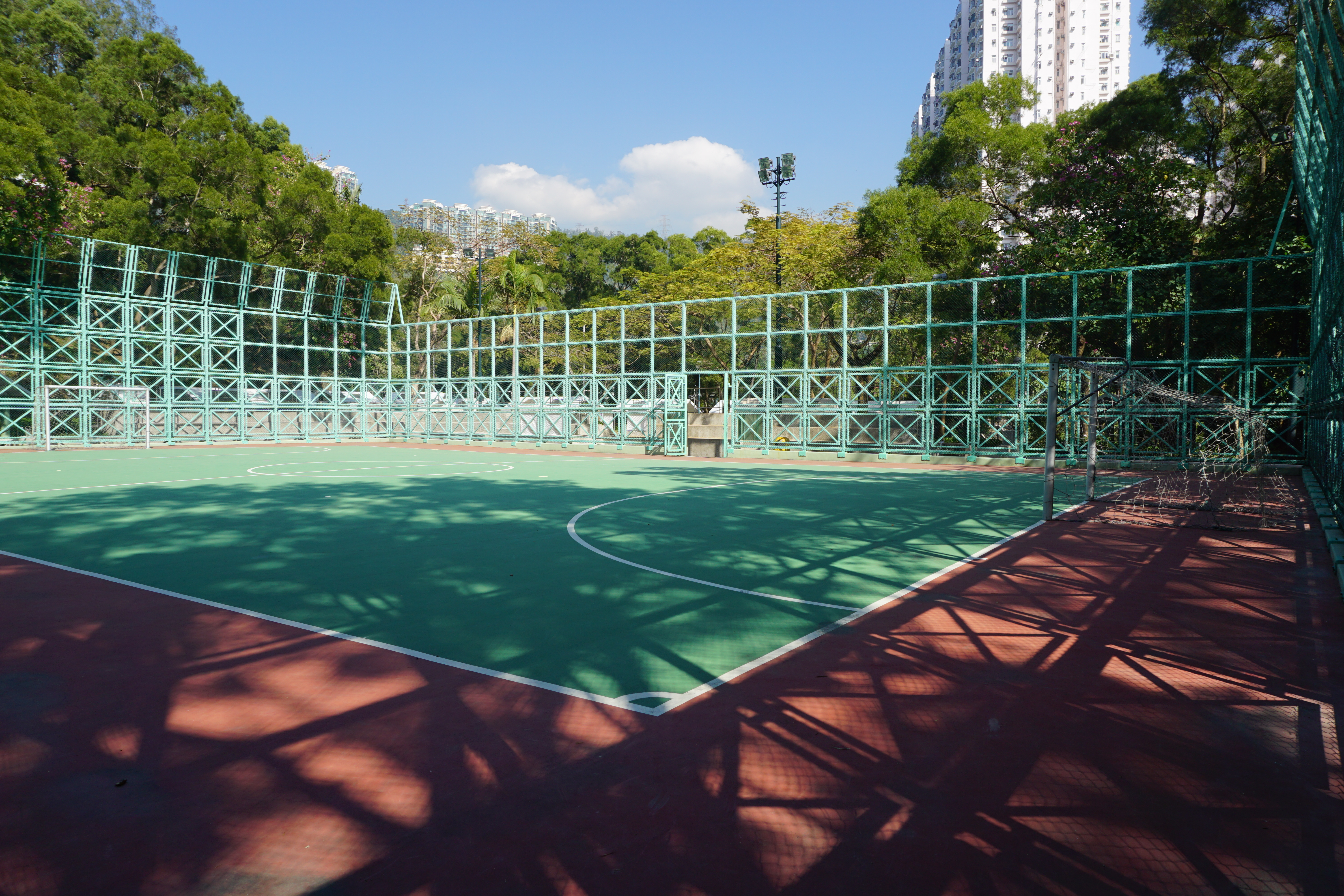
5人足球場

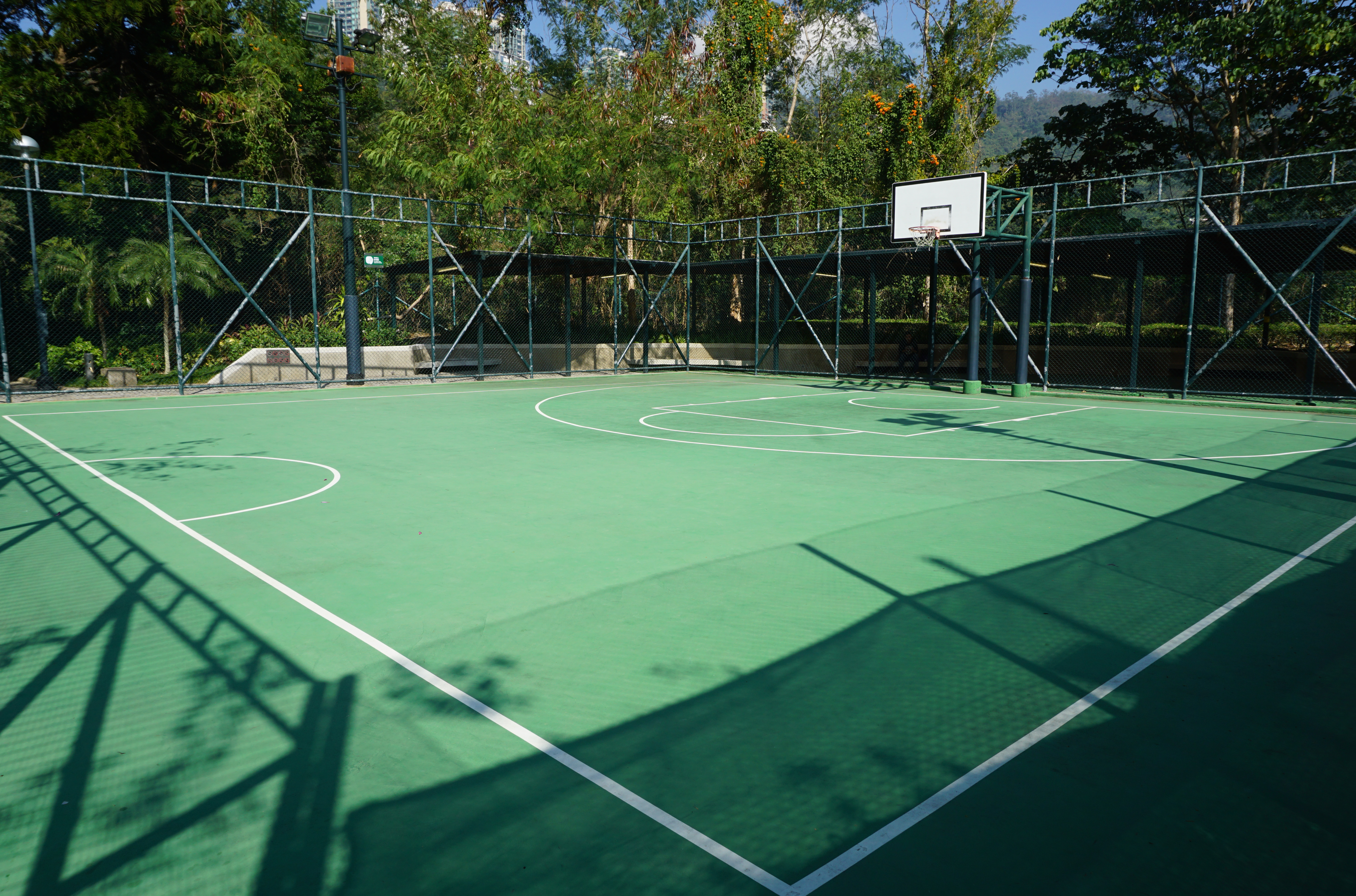
籃球練習場

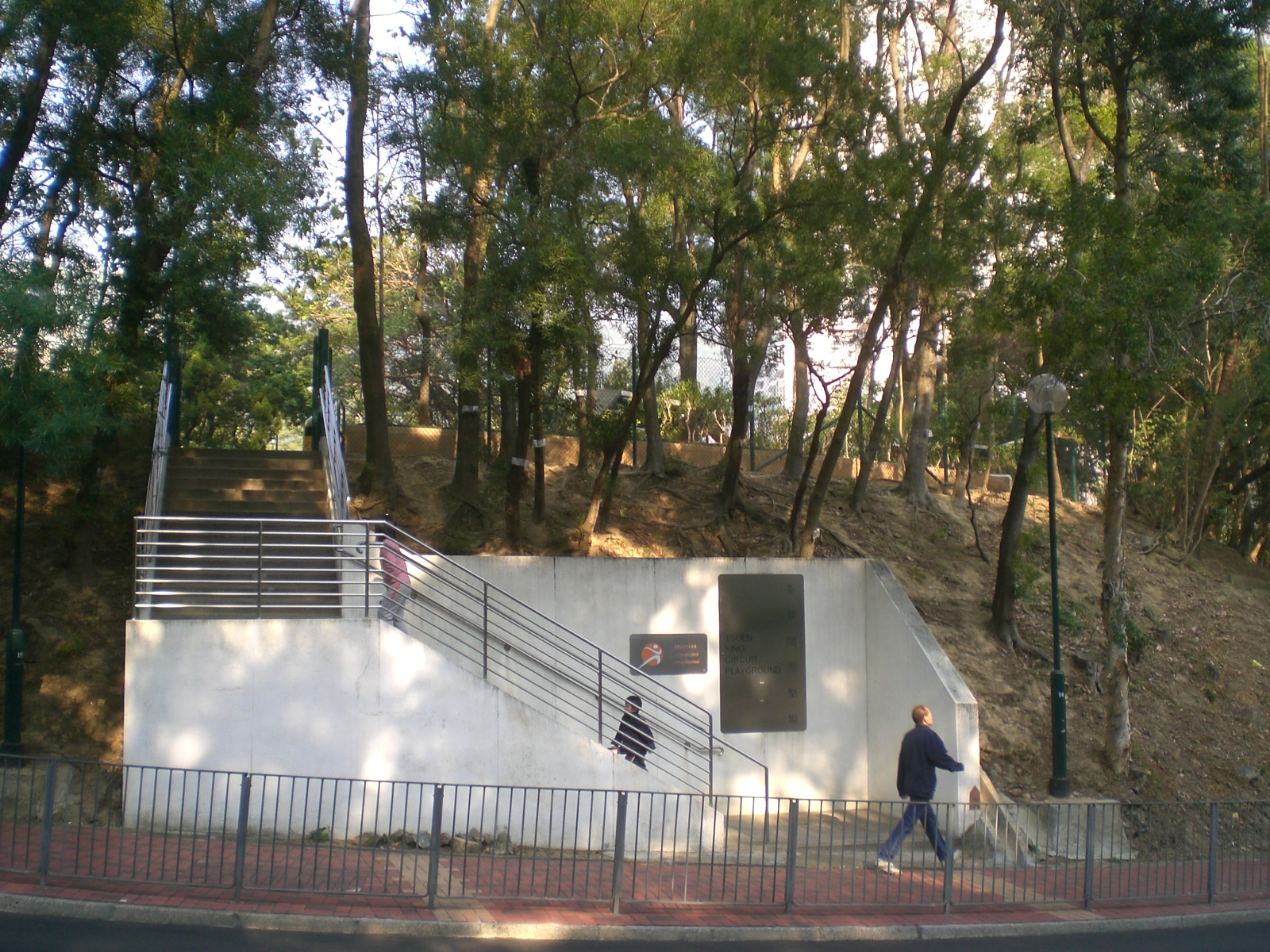
荃景圍遊樂場入口

荃景圍遊樂場（英語：Tsuen King Circuit Playground）是香港康樂及文化事務署轄下的休憩場地，位處新界荃灣西北部的荃景圍、荃灣中心與荃威花園之間。

## 歷史
荃景圍遊樂場於2006年曾經被規劃為攀石牆及汽車停泊處，2009年遭民間團體反對。

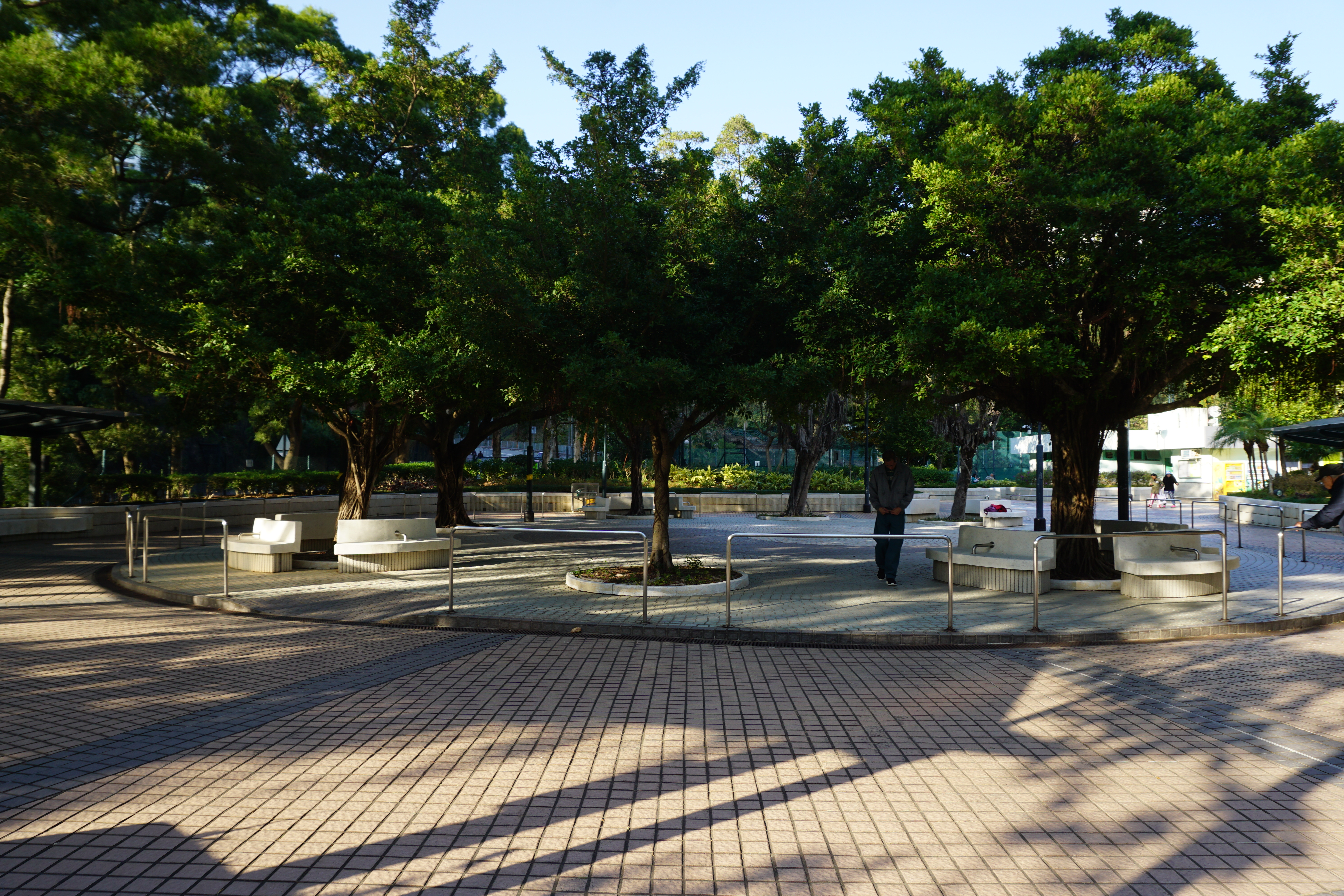
休憩區
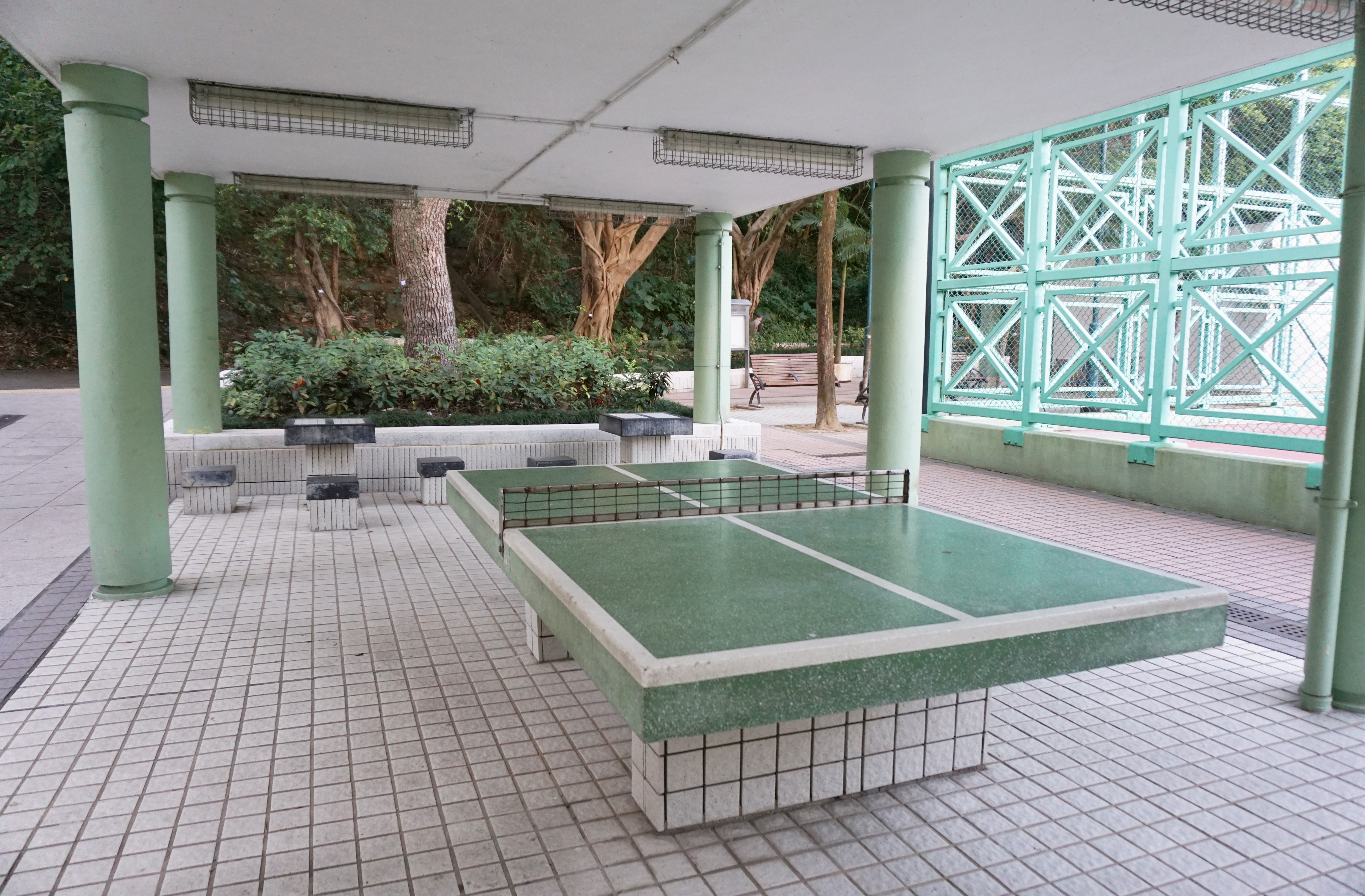
乒乓球枱及棋藝區
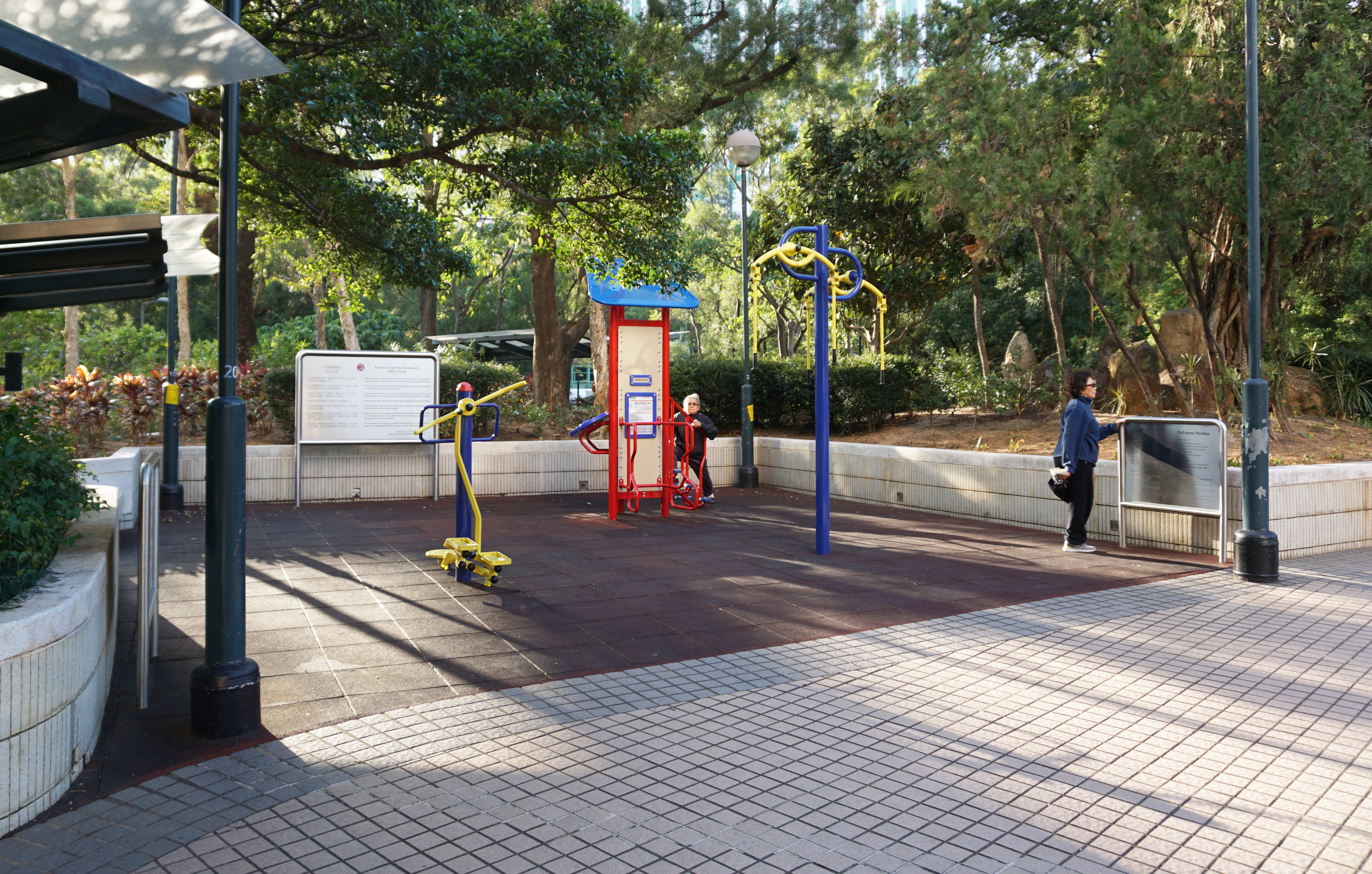
長者健體園地
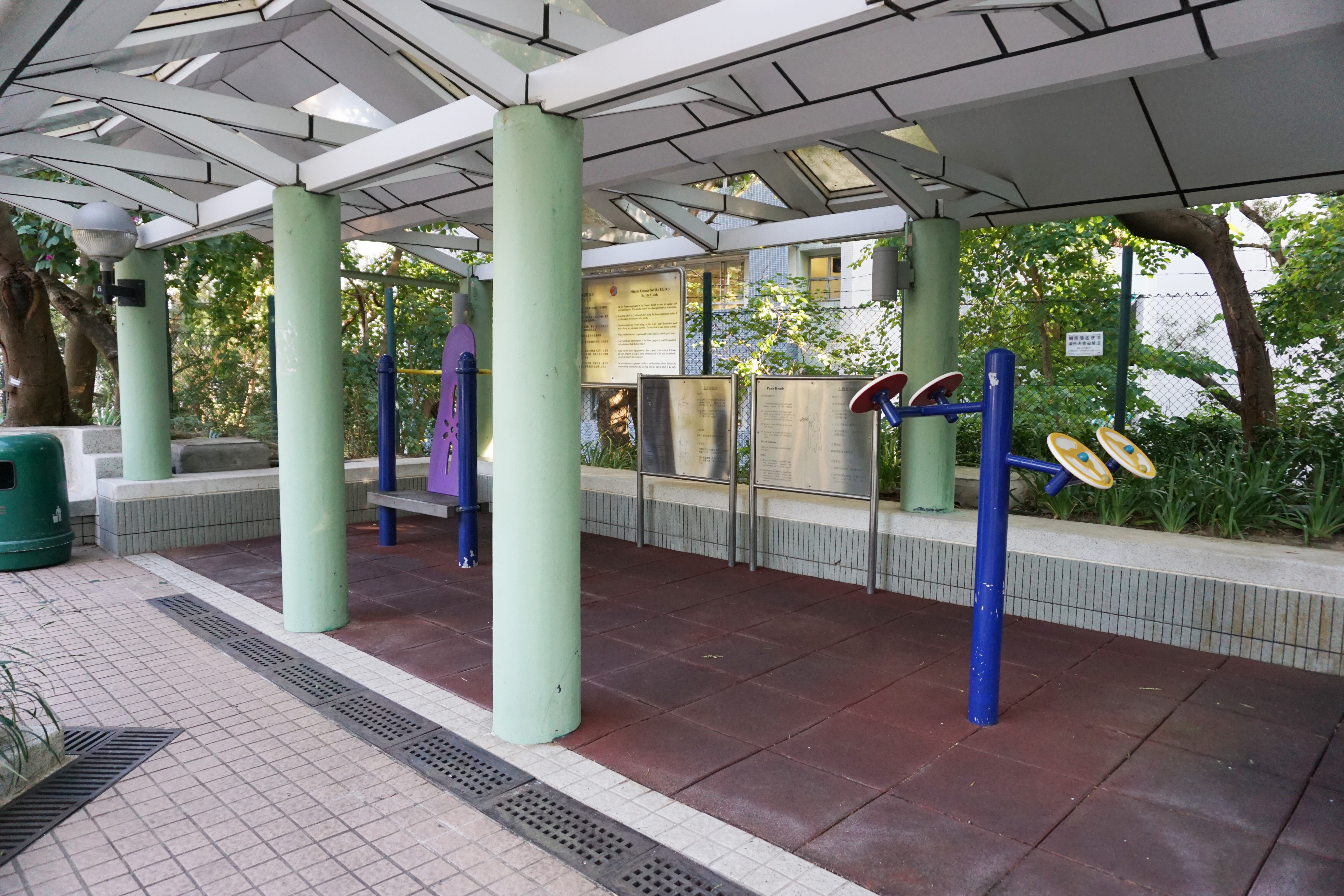
長者健體園地（2）
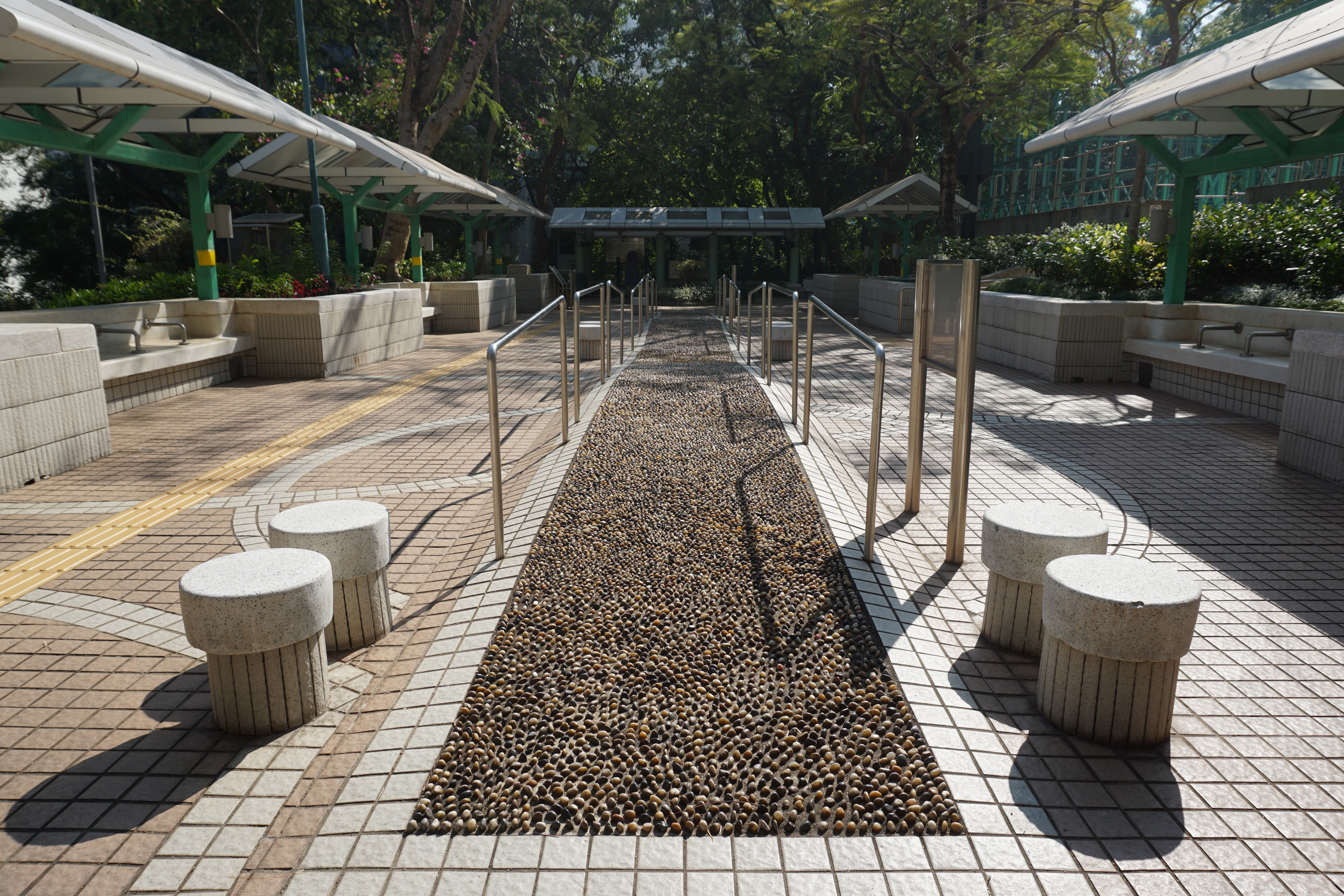
卵石路步行徑

## 軼事
2012年曾有一夜歸女子途經此處被匪徒襲擊，情況一度危殆。

## 流動電話基站
荃景圍遊樂場於2013年有流動電話網絡商於該處辦事處安裝基站，遭部分市民，其中一名市民名施不通；立法會議員陳恒鑌、田北辰、荃灣區議員林婉濱及社區幹事曾大聯手反對。最後於2013年8月7日至24日內拆除。

## 附近
- 仁濟醫院林百欣中學
- 保良局李城璧中學